# Levicová fronta
Levicová fronta (někdy též Levá fronta) je aliance indických levicových (převážně komunistických) stran. V současné době vlastní strany zastoupené ve Frontě 59 mandátů (z 543).

## Složení Levicové fronty
- Komunistická strana Indie (Marxistická)
- Komunistická strana Indie
- Revoluční socialistická strana
- Všeindický pokrokářský blok
- Revoluční komunistická strana Indie
- Marxistický pokrokářský blok
- Západobenegalská socialistická strana
- Demokratická socialistická strana
- Revoluční bengálský kongres (Biplobi Bangla Congress)